# Wolontariat pracowniczy
Wolontariat pracowniczy (ang. corporate volunteering) – działanie polegające na podejmowaniu i wspieraniu przez przedsiębiorcę działalności charytatywnej na rzecz wybranych podmiotów, w szczególności organizacji pozarządowych i określonych przepisami prawa instytucji, przy dobrowolnej współpracy zatrudnionych przez przedsiębiorcę osób. Jest to działanie polegające na podejmowaniu i wspieraniu przez firmę działalności pracowników na rzecz organizacji pozarządowych i określonych przepisami prawa instytucji. Pracownicy organizacji wykorzystując swoje umiejętności świadczą usługi na rzecz instytucji społecznych. Aktywność dobroczynna organizacji jest wdrażana w ramach strategii „społecznej odpowiedzialności biznesu” (z ang. Corporate Social Responsibility – CSR) i „społecznego zaangażowania biznesu” (z ang. Corporate Community Involvment – CCI). Myślą przewodnią obu strategii jest to, że sektor prywatny, przy okazji prowadzonej działalności gospodarczej, podejmuje działanie na rzecz potrzebujących oraz otaczającego go społeczeństwa.

## Cele wolontariatu pracowniczego
Wolontariat pracowniczy posiada trzy podstawowe cele:
- Społeczny: opiera się na budowaniu lokalnego partnerstwa między środowiskiem przedsiębiorców a podmiotami trzecimi (instytucje społeczne oraz publiczne, organizacje pozarządowe);
- Kształtowanie dobrych relacji wśród pracowników: pracownik realizuje swoje ambicje i zainteresowania przy pomocy współpracowników oraz pracodawcy;
- Budowanie pozytywnego wizerunku firmy: kreowanie pozytywnego wizerunku spółki sprzyja wzrostowi sprzedaży produkowanych dóbr lub usług, podnosi się jakość marki.

## Formy wolontariatu pracowniczego
Wyróżniamy dwa rodzaje wolontariatu pracowniczego: krótkoterminowy oraz długoterminowy. W skład wolontariatu krótkoterminowego wchodzi wolontariat pracowniczy okresowy oraz jednorazowy. Z kolei wolontariat pracowniczy jednorazowy możemy podzielić na jednorazowe akcje wolontariackie i wyjazdy integracyjne z wolontariatem.
Do głównych form wolontariatu pracowniczego zaliczamy:
- Udział w ogólnokrajowych akcjach społeczno-charytatywnych: przedsiębiorstwo bierze udział w ogólnokrajowe akcji dobroczynnej organizowanej przez podmioty trzecie (fundacje, stowarzyszenia, instytucje charytatywne). Wolontariuszami są osoby pracujące w przedsiębiorstwie, które przy pomocy pracodawcy pomagają w przygotowaniu i przeprowadzeniu ogólnokrajowej akcji charytatywnej.
- Autorskie programy społeczne przedsiębiorców: przedsiębiorca sam inicjuje i tworzy program pomocy charytatywnej który chce realizować w swojej organizacji przy pomocy pracowników – wolontariuszy. W ramach tej formy wolontariatu popularne stały się wyjazdy integracyjne, których założeniem jest integracja zespołu pracowniczego poprzez wspólną pracę na rzecz podmiotów potrzebujących.
- Autorskie lokalne projekty pracownicze: wolontariusze-pracownicy przygotowują od podstaw własny program niesienia pomocy osobom potrzebującym.
- Zbiórka pracownicza: gromadzenie środków finansowych, jak również przedmiotów potrzebnych do egzystencji człowieka takich jak: ubrania, żywność, pomoce naukowe, zabawki czy środki higieny. Zebrane przedmioty i środki są przekazywane przez przedsiębiorstwo w formie darowizny na rzecz wybranych organizacji społecznych, instytucji publicznych czy fundacji.
- Składka potrącona z wynagrodzenia (ang. pay-roll): rodzaj wsparcia finansowego, które polega na dobrowolnej deklaracji pracowników firmy do regularnego przekazywania określonej przez siebie, niewielkiej sumy z pensji na cele charytatywne. Często bywa również tak, że suma zostaje podwojona przez przedsiębiorcę z własnych środków i przekazana w formie darowizny na ustalone konto organizacji pozarządowej lub instytucji społecznej.
- Akcja krwiodawstwa: jest to szczególna forma wolontariatu pracowniczego. Przedsiębiorstwo przy pomocy wyspecjalizowanych ośrodków medycznych organizuje w swojej siedzibie akcję honorowego dawcy krwi w ramach której chętni pracownicy oddają krew potrzebującym[1].

## Korzyści wdrażania programu wolontariatu pracowniczego
Korzyści dla pracodawcy
- Budowanie współpracy z lokalnymi przedsiębiorcami
- Pozytywny wizerunek firmy wśród partnerów i klientów
- Umacnianie reputacji i zaufania wśród kontrahentów, pracowników i partnerów interesu
- Budowanie lojalność wobec pracodawcy
- Budowanie pozytywnych skojarzeń z marką przedsiębiorstwa
- Budowanie motywacji i zaangażowania pracowników
- Budowanie kapitału społecznego w firmie
- Zaufane społeczności lokalnej, bezkonfliktowe funkcjonowanie firmy w otoczeniu
- Zatrzymanie i łatwiejsze pozyskanie wartościowych pracowników, odkrywanie w nich liderów, sprawnych organizatorów

Korzyści dla pracowników
- Budowanie zespołu pracowniczego
- Zdobywanie nowych umiejętności podnoszących tym samym kwalifikacje zawodowe
- Budowanie poczucia więzi z firmą
- Sposób na relaks i odreagowanie stresu, odskocznia od codzienności
- Wyrwanie z rutyny firmowej
- Samorealizacja pracowników
- Satysfakcja płynąca z robienia rzeczy pożytecznych i ważnych
- Poczucie przynależności i akceptacji grupy
- Realizacja własnych zainteresowań i pasji[2].

## Bariery wdrażania programu wolontariatu pracowniczego
- Brak odpowiedniego przeszkolenia załogi firmy oraz ogólny brak wiedzy na temat wolontariatu
- Brak doświadczenia związanego z wolontariatem
- Obawa przed kontaktem z problemami społecznymi, nieszczęściem ludzkim
- Brak przepisów prawnych dotyczących wolontariatu pracowniczego (Przedsiębiorstwa wprowadzające program wolontariatu pracowniczego powinny działać na podstawie standardów obowiązujących w Kodeksie pracy oraz na podstawie Ustawy o działalności pożytku publicznego i o wolontariacie)
- Negatywny stereotyp wolontariusza (wolontariusz postrzegany jako osoba bez życia prywatnego oraz człowiek z problemami osobistymi)
- Brak realnej akceptacji dla wolontariatu pracowniczego ze strony bezpośredniego przełożonego (centrali)
- Brak odpowiedniej komunikacji pomiędzy koordynatorem a wolontariuszami-pracownikami (problemy z przepływem informacji)
- Brak pomysłów, jak i komu można pomóc
- Brak kontaktów z organizacjami pozarządowymi i innymi beneficjentami
- Niski poziom zaangażowania pracowników, zwłaszcza na początku wdrażania programu wolontariatu pracowniczego[3].